# Sistemski nabor
Sistemski nabor (angleško Chipset) so integrirana vezja, ki povezujejo sestavine računalnika na matični plošči. Največkrat sta to dve integrirani vezji, imenovani severni in južni most. Najbolj znani proizvajalci so: Intel, AMD (ATI), NVIDIA, VIA in SiS.